# 誘惑妻物語 濡れた人差し指
『誘惑妻物語 濡れた人差し指』（ゆうわくづまものがたり ぬれたひとさしゆび）は、加藤義一監督の日本映画。

## 概要
2021年1月29日公開。脚本段階でのタイトルは『どこへでも行ける』。劇中ではなかみつ演じる吉本のセリフとして脚本タイトルが登場する。R-18作品。

## あらすじ
大学教授の妻として外から見れば満ち足りた生活を送る恵子。しかし心の内では満ち足りておらず、喫茶店でアルバイトを始める。

## 登場人物
吉本恵子
演 ‐ 神咲詩織
夫との暮らしにむなしさを覚える女性。店頭のメダカを眺めていたことをきっかけに、喫茶店でバイトを始める。夫とは生徒と教授として出会い結婚したため、いまだに「先生」と呼んでいる。
深山直樹
演 ‐ 柳東史
喫茶店のマスター。店頭や店内でメダカを飼育している。店の一番人気は3日間煮込んで作るビーフシチュー。店で出す料理の家庭向けアレンジレシピも公表するなど、発想が柔らかい。
美幸
演 ‐ 初美りん
大学生。恋人とけんか続きの女性。大西から逃げ回っていた際に、恵子に助けてもらい、それ以降は良き相談相手となる。
深山ゆかり
演 ‐ 並木塔子
直樹の妻。心を病んでおり、空を見つめる時間が長い。部屋には子供用おもちゃが散見され、ベッドに子供の写真が並び、近隣の保育園の声に耳を傾けている。もともと家事が好きであったが、病んでからは手が付けられず、そんな自分をまた責めている。
大西
演 ‐ 津田篤
サラリーマン。美幸の彼氏であるが、妻と子供もいる。美幸のために別邸を借りるなど金銭的には裕福な様子。
吉本
演 ‐ なかみつせいじ
恵子の夫。大学教授。恵子とは生徒と教授として出会い結婚。妻には現状維持を望み、「今のままでいい」、「大丈夫」が口癖。妻の習い事やペットの飼育は「君には無理だ」、「お金と時間の無駄」と止めている。
普段は淡々とした口調だが、セックスでの指使いは乱暴であり、性志向はSっ気が強い。子供は作らない方針。

## スタッフ
- 監督：加藤義一
- 脚本：深澤浩子
- 撮影監督：創優和
- 編集：有馬潜
- 助監督：江尻大
- スチール：本田あきら
- 音楽：友愛学園音楽部
- 録音：小林徹哉
- 整音：Bias Technologist
- 仕上げ：東映ラボ・テック
- 制作：加藤映像工房
- 配給・提供：オーピー映画